# Pierre Nicole

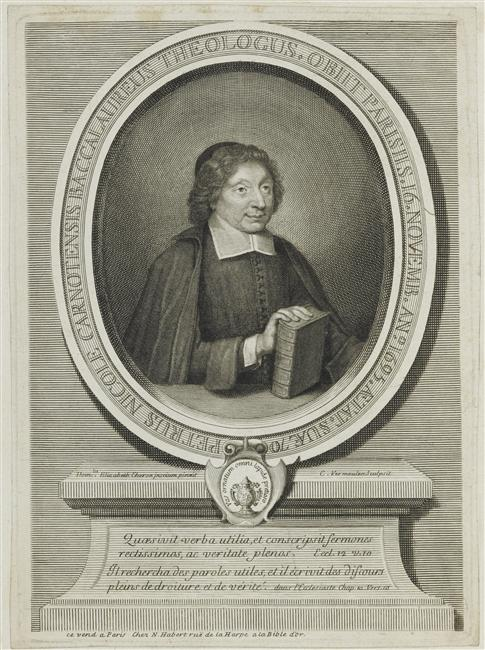
Porträt des Pierre Nicole von Cornelis Vermeulen

Pierre Nicole (* 19. Oktober 1625 in Chartres; † 16. November 1695 in Paris) war ein französischer Theologe und Logiker sowie Vertreter des Jansenismus.
Mit Antoine Arnauld verfasste er La logique ou l’art de penser (bekannt als Logik von Port-Royal), ein Buch, das logisches Schließen als Grundvoraussetzung für den Wissensgewinn propagierte. Es war für die Aufklärer des 18. Jahrhunderts von besonderer Bedeutung.

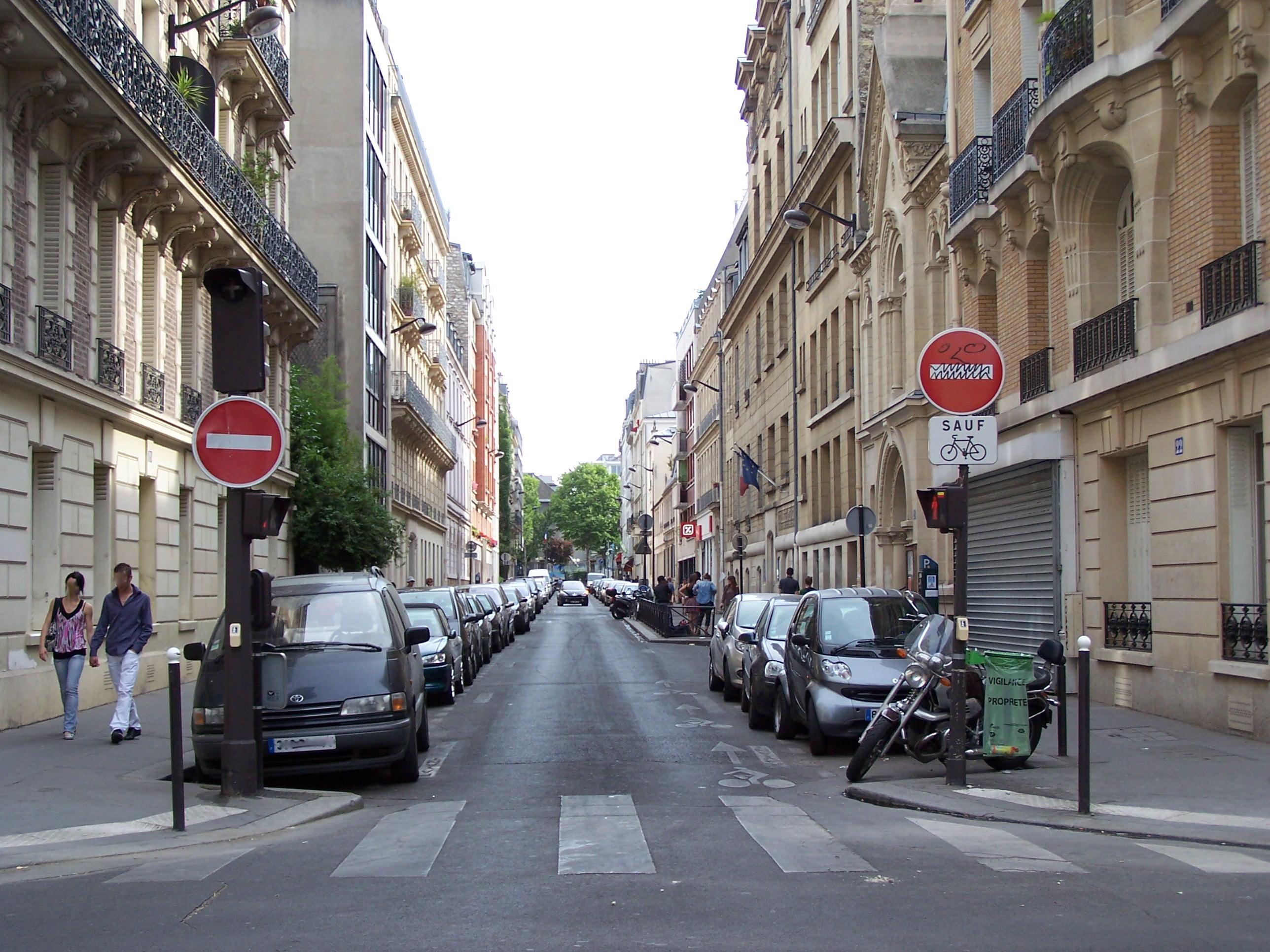
Blick auf die rue Pierre-Nicole in Paris an der Ecke mit der rue du Val-de-Grâce

## Ehrungen
In Paris wurde die rue Pierre-Nicole nach ihm benannt.

## Werke
- Antoine Arnauld und Pierre Nicole: Die Logik oder die Kunst des Denkens. 2., durchges. und um eine Einleitung erw. Auflage, Wissenschaftliche Buchgesellschaft WBG, Darmstadt 1994, ISBN 3-534-03710-3
- Antoine Arnauld / Pierre Nicole: L’Art de Penser. La Logique de Port Royal. Hrsg. von Herbert E. Brekle und Bruno Baron von Freytag Löringhoff. Frommann-Holzboog, Stuttgart-Bad Cannstatt, 1967.

in Französisch
- Les visionnaires. Liège 1667
- Essais de morale. 12 Bde. Paris um 1714
  - Band 11: Traité de l’éducation d’un prince.
  - in Deutsch: Moralische Versuche. 6 Bde. Bamberg & Würzburg 1782 ff.